# Нижньогородська ГЕС
Нижньогородська гідроелектростанція (Горьківська ГЕС) — ГЕС на річці Волга в нижньогородській області, в м. Заволжя. Входить в Волзько-Камський каскад ГЕС.

## Загальні відомості
Будівництво ГЕС почалося в 1948, закінчилося в 1959. Конструктивно ГЕС є руслового типу. Склад споруд ГЕС:
- бетонна водозливна гребля;
- сім земляних гребель і три дамби загальною довжиною 18,6 км і максимальною висотою 40 м;
- будівля ГЕС;
- судноплавні однокамерні двониткові шлюзи.

Потужність ГЕС — 520 МВт, середньорічне вироблення — 1,51 (у 2008 році — 1,685) млрд кВт·год. У будівлі ГЕС встановлено 8 поворотно-лопаткових гідроагрегатів по 65 МВт, що працюють при розрахунковому натиску 17 м. Обладнання ГЕС застаріло і проходить модернізацію. Напірні споруди ГЕС (довжина напірного фронту 13 км) утворює велике Горьківське водосховище.
Нижньогородська ГЕС спроектована інститутом «Гідропроект».

## Економічне значення
Зведення ГЕС вирішило відразу кілька завдань: енергосистема країни отримала дешеву енергію і резервну потужність, а між Рибінськом і Городцем проліг глибоководний шлях. Саме спорудження Нижньогородської ГЕС сприяло виникнення великого промислового комплексу в новому місті Заволжя і прилеглому до нього районі. В цілому ж робота каскаду гідростанцій на Волзі, Камі впливає і на такі сфери діяльності, як запобігання повеней, іригацію, промислове та побутове водопостачання, поліпшення навігаційних умов.
Нижньогородська ГЕС входить до складу ВАТ «РусГидро» на правах філії.

### Показники діяльності
| 2006    | 2007    | 2008    | 2009 |
| ------- | ------- | ------- | ---- |
| 1 316,3 | 1 636,9 | 1 685,0 |      |

## Історія будівництва та експлуатації
Будівництво Горьківського гідровузла почалося в 1948 році. Хоч це був об'єкт середній за своїми масштабами, у порівнянні, наприклад, з Волзькою ГЕС, багато хто називав саме Горьківську станцію «полігоном технічних нововведень». Крім того, в СРСР це був проєкт і найбільшою за довжиною наявної греблі.
На будівництво з'їхалося понад 15 тисяч осіб. Приїжджали сім'ями, комсомольськими бригадами, жили в наметах, бараках, збірних будиночках. Одночасно зі зведенням ГЕС з'являлася і відповідна інфраструктура для постачання будівництва та забезпечення життя робітників. Саме тому багато підприємств Городця і Заволжя зобов'язані своєю появою ГорьківГЕСстрою. Молоде місто Заволжя, зване тоді в народі «містом енергетиків», виросло на місці боліт і лісів. 8,5 тис. особистих будинків і понад 700 державних будівель були перенесені в Заволжя і Городець з сіл, які потрапили в зону затоплення.
У квітні 1951 року на місці майбутньої станції був покладений перший кубометр бетону. 24 серпня 1955 року відбулося перекриття річища Волги. 2 листопада 1955 року, в день, який вважається датою народження Нижньогородської ГЕС, при пуску першого гідроагрегату станція виробила свої перші кіловати електроенергії. 25 грудня 1956 року відбувся пуск восьмого гідроагрегата, потужність станції досягла 400 МВт. У 1959 році, після реконструкції системи охолодження генераторів і посилення елементів турбін, загальна потужність генераторів була збільшена на 120 МВт. Таким чином, загальна встановлена потужність ГЕС досягла 520 МВт.
19 лютого 1991 року Горьківська ГЕС була перейменована на Нижньогородську, в 1993 — реорганізовано у Відкрите акціонерне товариство «НижГЭС», засновником якого виступило РАТ «ЕЭС России». З 1 лютого 2004 року здійснення функцій одноособового виконавчого органу ВАТ «Нижньогородська ГЕС» було передано ВАТ «Управляющая компания Волжский гидроэнергетический каскад» (дочірня компанія ВАТ «ГидроОГК»).
9 грудня 2003 року було зареєстровано ВАТ «Нижегородская ГЭС».
У 2004, вироблення електроенергії станцією склала рекордні 2268 млн кВт·год електроенергії (при середньому багаторічному виробленні 1,5 млрд кВт·год).
9 січня 2008 року ВАТ «Нижегородская ГЭС» було ліквідовано у зв'язку з приєднанням до ВАТ «ГидроОГК», перетвореної у 2008 році у ВАТ «РусГидро».
До 2009 року, за 54 роки станцією вироблено майже 83 млрд кВт·год електроенергії.
Розроблена масштабна програма технічного переозброєння та реконструкції станції, розрахована до 2020 року. До цього часу планується повне оновлення Нижньогородської ГЕС: реконструкцію пройде все основне і допоміжне обладнання гідростанції, буде здійснена комплексна автоматизація всіх технологічних процесів з побудовою нової єдиної системи управління ГЕС. Потужність ГЕС збільшиться і досягне 600 МВт. Перший гідроагрегат планується замінити у 2010 році. Фінансування реконструкції ГЕС частково здійснюється внаслідок коштів кредиту ЄБРР.